# Marshosaurus
Marshosaurus là một chi khủng long, được J. H. Madsen mô tả khoa học năm 1976.